# Kalt-e Soflá
Kalt-e Soflá (persiska: کلت سفلی) är en ort i Iran.   Den ligger i provinsen Västazarbaijan, i den nordvästra delen av landet, 700 km nordväst om huvudstaden Teheran. Kalt-e Soflá ligger 2 126 meter över havet och antalet invånare är 485.
Terrängen runt Kalt-e Soflá är huvudsakligen kuperad, men österut är den bergig. Kalt-e Soflá ligger nere i en dal.Runt Kalt-e Soflá är det ganska tätbefolkat, med 75 invånare per kvadratkilometer. Närmaste större samhälle är Balajūk, 13,5 km väster om Kalt-e Soflá. Trakten runt Kalt-e Soflá består i huvudsak av gräsmarker.